# Admiralty House

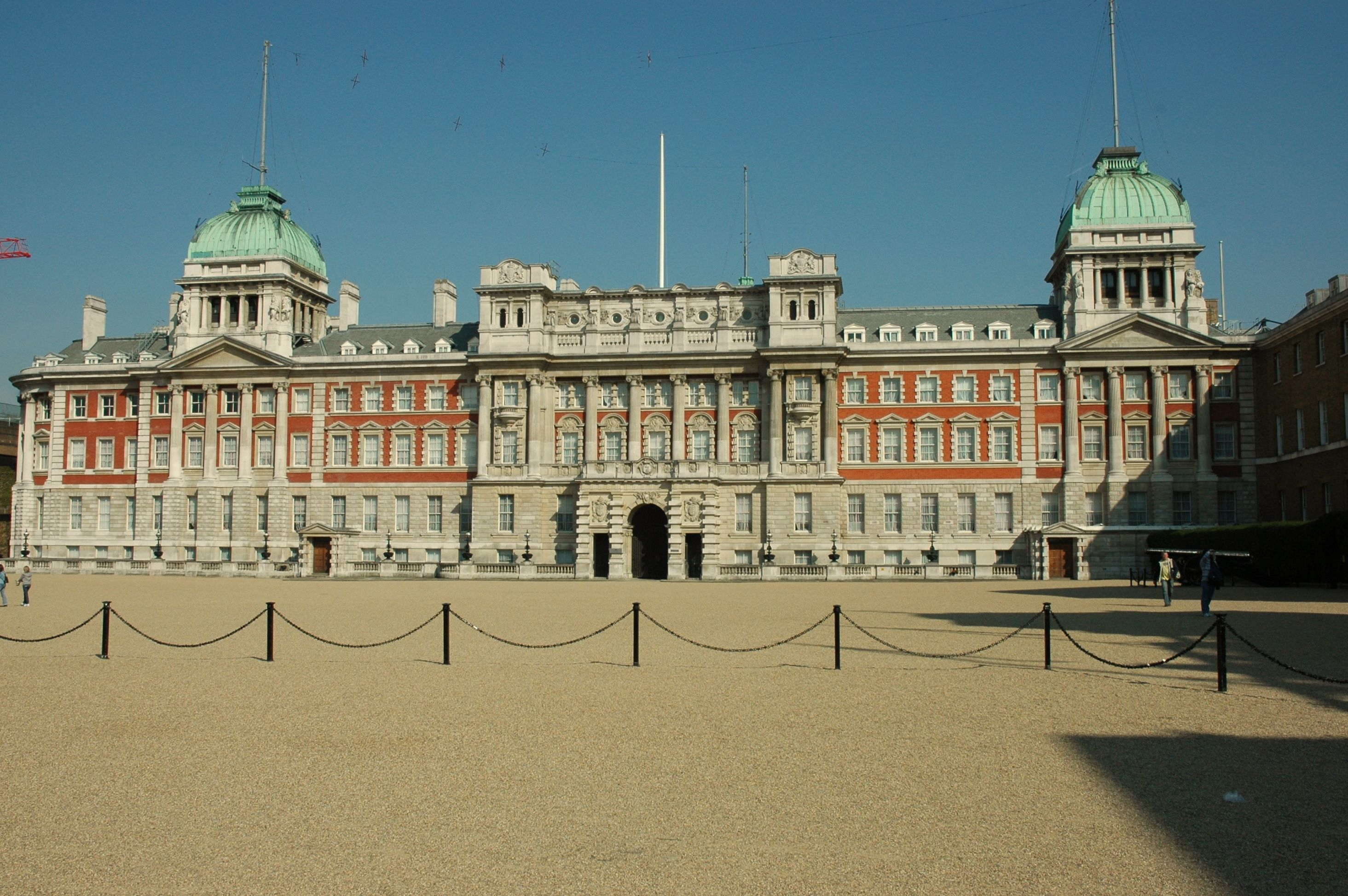
Admiralty House

Admiralty House är en byggnad i London som tidvis använts som säte för Admiralty. Byggnaden invigdes 1788.